# Notropis cahabae
Notropis cahabae (tên tiếng Anh là Cahaba Shiner) là một loài cá vây tia thuộc họ Cyprinidae.
Loài này chỉ có ở Hoa Kỳ.